# 1/fゆらぎ
1/fゆらぎ（エフぶんのいちゆらぎ）とは、パワー（スペクトル密度）が周波数 f に反比例するゆらぎのこと。ただし f は0より大きく、有限な範囲をとるものとする。
ピンクノイズはこの1/fゆらぎを持つノイズであり、1/fノイズとも呼ばれる。自然現象においても見ることができ、具体例としては人の心拍の間隔、ろうそくの炎の揺れ方、電車の揺れ、小川のせせらぐ音、目の動き方、木漏れ日、蛍の光り方、スカートの揺れ、髪の揺れなどがある。また物性的には、金属の抵抗、ネットワーク情報流が例として挙げられる。
1/fゆらぎの効果は世界中で研究されており、「1/fゆらぎに関する国際シンポジウム」が40年以上にわたって2年ごとに世界各国持ちまわりで開催されている。生物に与える効果については、生体のニューロン（神経細胞）が生体信号として電気パルス（電気信号）を発射しており、細胞の発射間隔を調べたところ、その間隔が1/fゆらぎをしていることが発見されている。
そのことから、生体のリズムは基本的には1/fゆらぎをしていると分かり、この1/fゆらぎは快適性と関係があることが判明している。人間の生体は五感を通して外界から1/fゆらぎを感知すると、生体リズムと共鳴し、自律神経が整えられ、精神が安定し、活力が湧くと考えられている。精神･心理的変化（Mental / Psychological transition: 鬱状態から回復へ精神･心理的状態が変化）時の人間が描いた絵画などに1/fゆらぎが表現されたケースを科学的に示した例がある。
日本では、家電製品・環境音楽CD・照明等の商品の宣伝用語としてしばしば用いられる。白熱電球においてロウソクの1/fゆらぎを模して安らぎの評価を報告した例がある。

## 音楽との関連
物理学者の武者利光による研究で、自然界の1/fゆらぎ音を聴くと脳内がα波の状態になり、人間の生体にリラクゼーション効果をもたらすと発表されている。ヒーリング・ミュージックの効能の説明にも使われる言葉であり、規則正しい音とランダムで規則性がない音との中間の音で、音響振動数のゆらぎが生体リズムのゆらぎと同じ音楽は、人に快適感やヒーリング効果を与えると考えられる。1/fゆらぎは研究が進むにつれて、結晶の格子振動、地球の自転、自然現象、生物など多岐に及んで、いわゆる名曲と言われるものも1/fゆらぎを示すことが分かってきた。
1/fゆらぎが一部の人間の歌声にも現れると主張されることもある。代表的な例としてMISIA、美空ひばり、宇多田ヒカル、徳永英明、藤原聡、Lia、Aimer、宇徳敬子、大野智 などが持つとされる。
また、声優の大本眞基子、花澤香菜、俳優・ナレーターの森本レオ、更にはダチョウ倶楽部の肥後克広が森本の声真似をしているときの声も該当すると言われる。